# Richard Maury
Richard Fontaine Maury (Filadelfia, Estados Unidos; 18 de diciembre de 1882 - Córdoba; 10 de julio de 1950) fue un ingeniero famoso por diseñar el Ramal C-14 del Ferrocarril General Belgrano, parte de cuyo recorrido es conocido como Tren a las Nubes.

## Biografía
Se recibió como ingeniero en su país natal en el año 1902.
En 1906 llega a Argentina para ingresar un año más tarde a los Ferrocarriles del Estado.

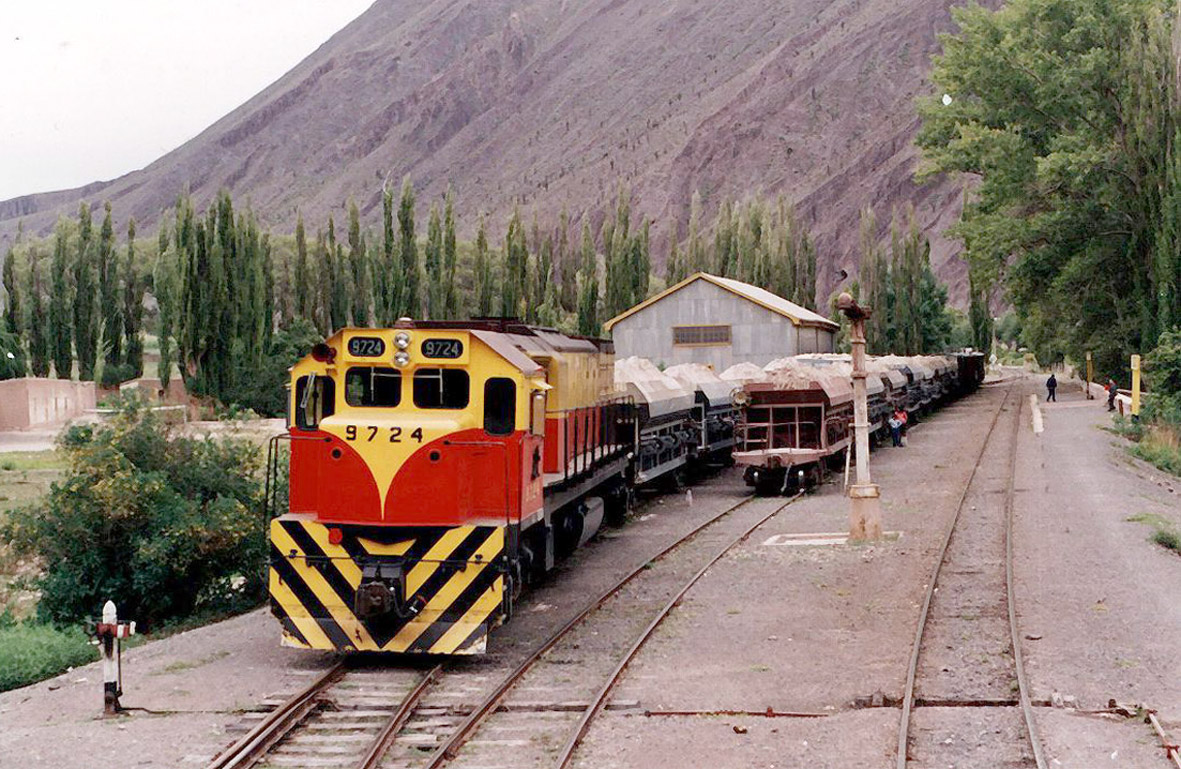
Formación carguera detenida en la Estación Ingeniero Maury, en la que también se detenía el Tren a las Nubes

En 1921 se decide la construcción del Ramal C-14 y, por decreto del Poder Ejecutivo, Maury, considerado un maestro en la elección de trazados en zonas montañosas para ferrocarriles y caminos, es designado jefe de las obras en donde trabajo hasta el año 1931.
El 12 de julio de 1928 es designado profesor honorario de la Universidad de Tucumán, donde además edita su "Manual para el trazado de ferrocarriles".
En 1944 es declarado primer socio honorario del Centro de Ingenieros de Tucumán.
Además es conocido por su labor en el Ferrocarril Trasandino de Mendoza a Las Cuevas; en el camino de Acheral a Tafí del Valle; en la construcción del ferrocarril Yacuiba, Santa Cruz, Sucre, en Bolivia.
Fallecido en Córdoba en 1950 y, desde 1957, sus restos descansan al pie del monolito que se levantó en Campo Quijano, junto a las vías del Tren Trasandino del Norte.

## Literatura
- Richard F. Maury: "Manual para el trazado de ferrocarriles". Universidad Nacional de Tucumán, 1929 - 312 pp.[6]

## Otros proyectos
- Wikimedia Commons alberga una categoría multimedia sobre Richard Maury.

- Datos: Q7327695
- Multimedia: Richard Maury / Q7327695